# Madhepur
Madhepur är en ort i Indien.   Den ligger i distriktet Madhubani och delstaten Bihar, i den nordöstra delen av landet, 1 000 km öster om huvudstaden New Delhi. Madhepur ligger 57 meter över havet och antalet invånare är 26 484.
Terrängen runt Madhepur är mycket platt. Runt Madhepur är det mycket tätbefolkat, med 1 056 invånare per kvadratkilometer. Närmaste större samhälle är Jhanjhārpur, 13,8 km nordväst om Madhepur. Trakten runt Madhepur består till största delen av jordbruksmark.